# Оператор на Лагранж
Най-често операторът на Лагранж се дефинира като разликата между кинетичната и потенциалната енергия на една система:
L = T – V
В едномерното пространство операторът на Лагранж за механична система е:
{\displaystyle {\begin{matrix}{\frac {1}{2}}\end{matrix}}m{\dot {\vec {x}}}^{2}-V({\vec {x}}).}
Уравнението на Ойлер-Лагранж е:
{\displaystyle m{\ddot {\vec {x}}}+\nabla V({\vec {x}})=0}
където точката обозначава производна спрямо времето, а набла (или дел) е оператор:
{\displaystyle \nabla ={\begin{pmatrix}{\partial  \over \partial x},{\partial  \over \partial y},{\partial  \over \partial z}\end{pmatrix}}}
Механиката на Лагранж представлява различен начин на представяне на Нютоновата механика.
{\displaystyle {\vec {F}}=-\nabla V(x)}
Това уравнение е равнозначно на Втория закон на Нютон:
{\displaystyle {\vec {F}}=m{\ddot {\vec {x}}}}
или в по-общата формула:
{\displaystyle {\vec {F}}={\frac {d{\vec {p}}}{dt}}}
За тримерно пространство:
{\displaystyle {\frac {m}{2}}({\dot {r}}^{2}+r^{2}{\dot {\theta }}^{2}+r^{2}\sin ^{2}\theta {\dot {\varphi }}^{2})-V(r).}
, r, θ, φ – сферични координати
Уравненията на Ойлер-Лагранж са:
{\displaystyle m{\ddot {r}}-mr({\dot {\theta }}^{2}+\sin ^{2}\theta {\dot {\varphi }}^{2})+V'=0,}
{\displaystyle {\frac {d}{dt}}(mr^{2}{\dot {\theta }})-mr^{2}\sin \theta \cos \theta {\dot {\varphi }}^{2}=0,}
{\displaystyle {\frac {d}{dt}}(mr^{2}\sin ^{2}\theta {\dot {\varphi }})=0.}